# Adenosciadium
Adenosciadium  es un género monotípico de plantas perteneciente a la familia Apiaceae. Su única especie: Adenosciadium arabicum H.Wolff, es originaria del sudeste de Asia.

## Taxonomía
Adenosciadium arabicum fue descrita por Karl Friedrich August Hermann Wolff y publicado en Das Pflanzenreich IV. 228(Heft 90): 365. 1927.